# Stroganina

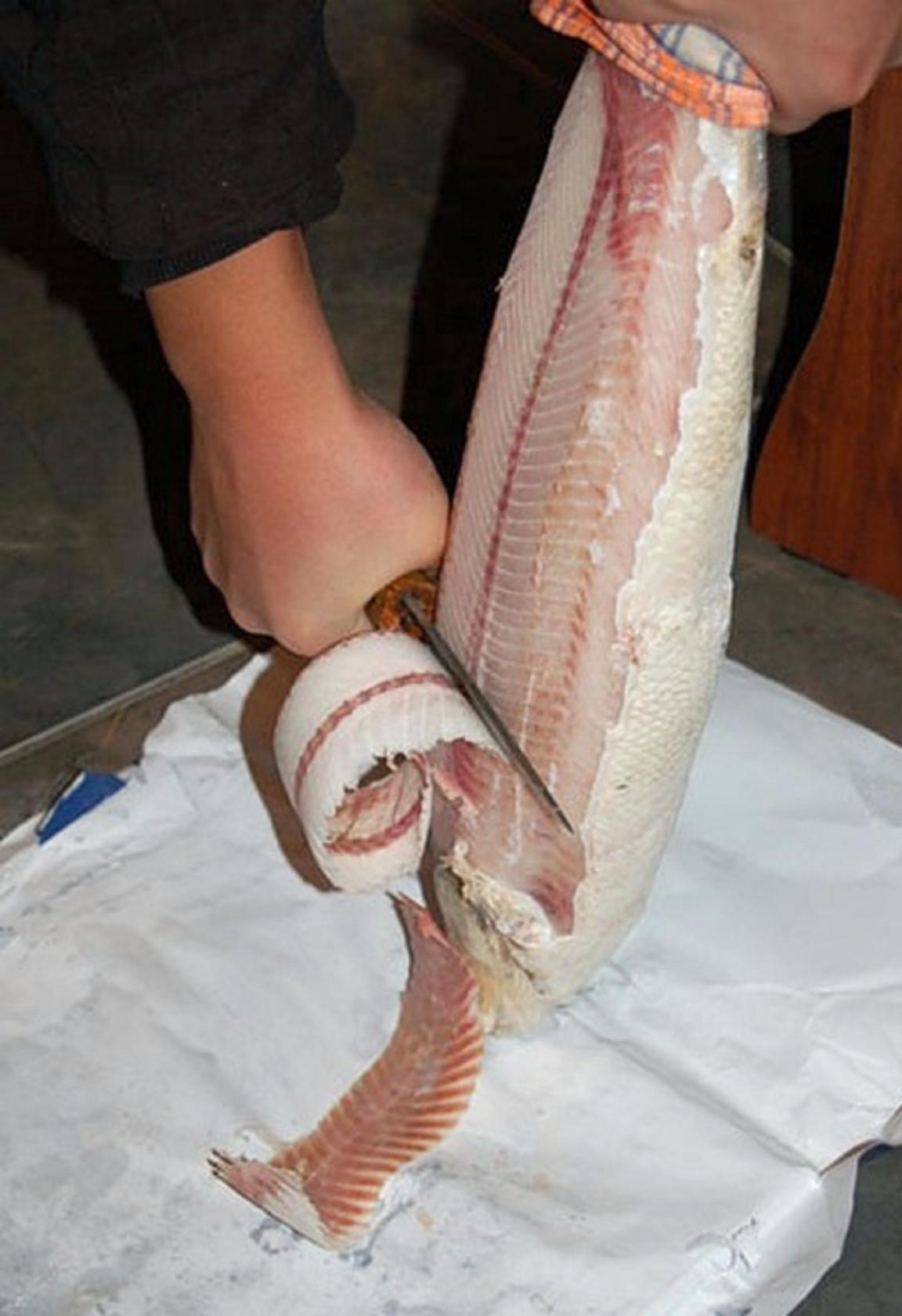
Zubereitung von Stroganina

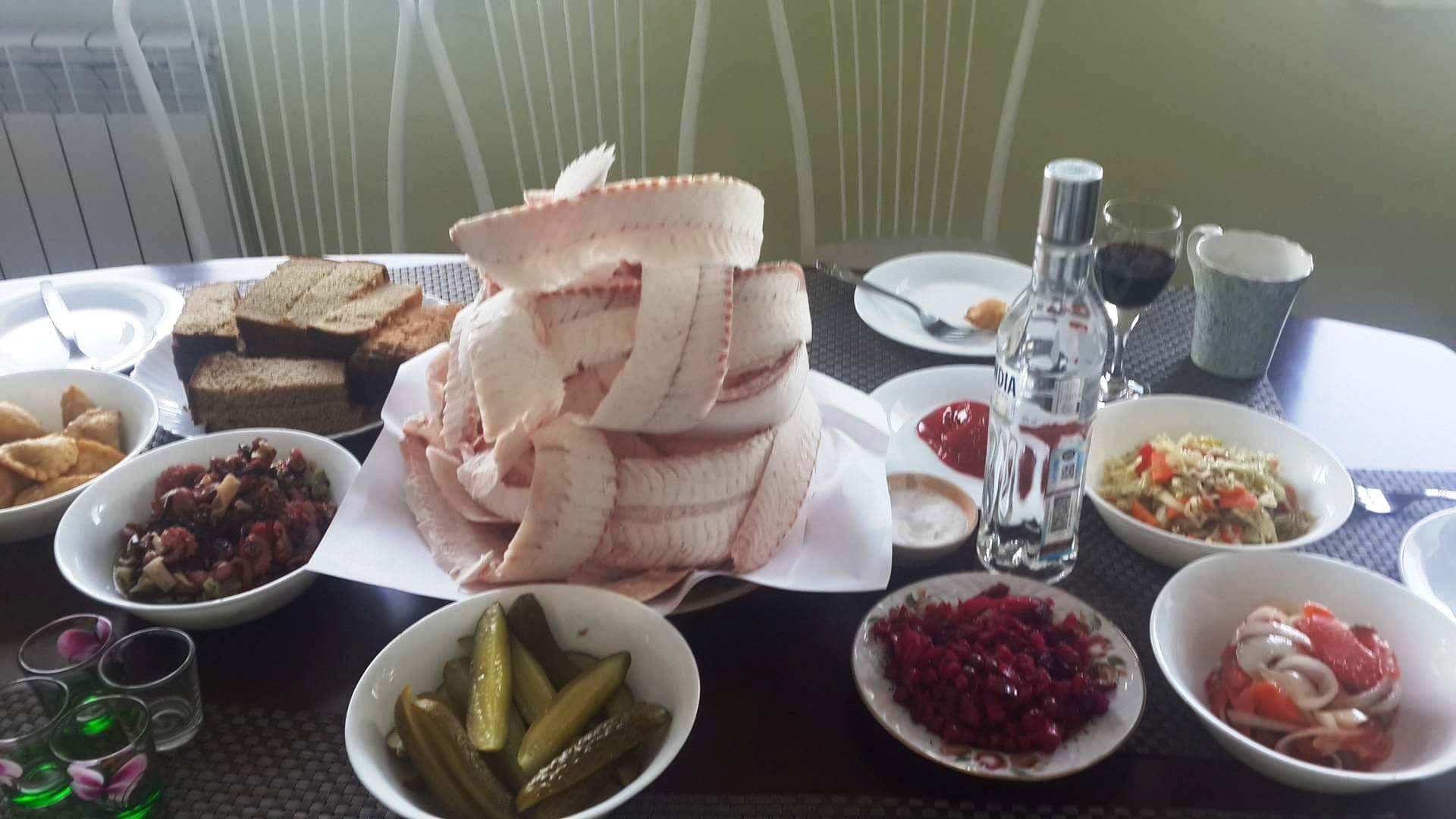
Stroganina im Rahmen einer Mahlzeit

Stroganina (russisch строганина) ist eine russische Spezialität aus Jakutien und besteht aus rohem, gefrorenem Fisch. Dünne Filetstücke des gefrorenen Fischs werden in Makanina, einer Mischung aus Salz und Pfeffer, gewälzt. Stroganina wird roh serviert und aus verschiedenen Fischarten zubereitet, hauptsächlich aus Großer Maräne, Zwergmaräne, Omul, Weißlachs, Stör, Muksun, Goldforelle oder Taimen.
Eine Variante aus Nordeurasien ist Rentier-Stroganina aus gefrorenem Ren-Fleisch.